# Leabhar Deathan Lios Mòir

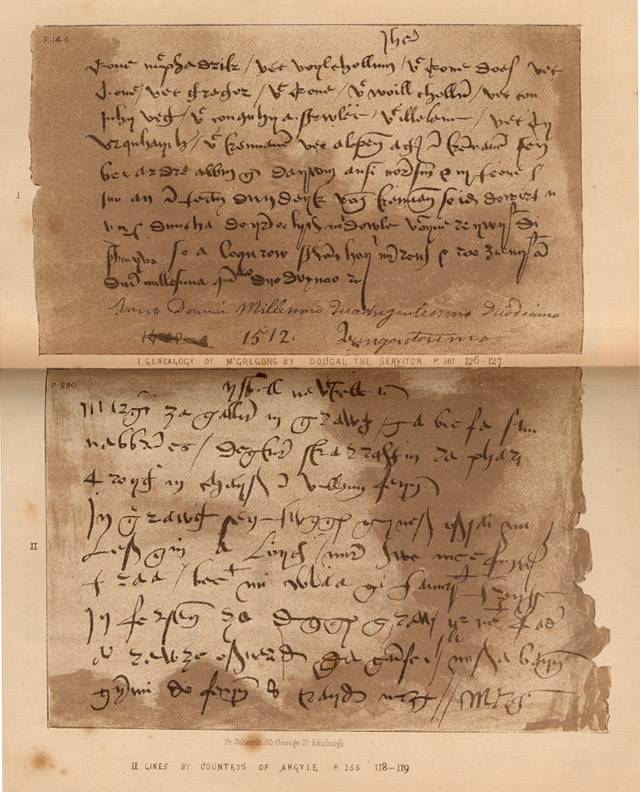
Zwei Faksimile-Seiten, nachgedruckt 1862 von William Forbes Skene

Leabhar Deathan Lios Mòir („Das Buch des Dekans von Lismore“) ist der Titel einer handschriftlichen Sammlung, die in der Zeit zwischen 1512 und 1526 zusammengestellt wurde.
Der schottische Geistliche James Macgregor (Seumas MacGriogair) und sein Bruder Duncan sammelten in diesem Manuskript Balladen (siehe zum Beispiel Táin Bó Froích, „Das Wegtreiben von Froechs Rindern“) und Bardengedichte, aber auch das Lebor na Cert („Das Buch der Rechte“) in schottisch-gälischer und irischer Sprache, teilweise auch in Latein. Es sind dies die ältesten uns bekannten überlieferten Werke in schottisch-gälischer Sprache. Der Text ist in einer Orthographie geschrieben, die sich an der damaligen Aussprache des Scots orientiert.
Der Name des Buches leitet sich davon ab, dass James Macgregor Vikar von Fortingall und Titular-Dekan der Kathedrale von Lismore war, die damals als Verwaltungssitz des Bistums Argyll fungierte. Heute ist das Buch in der National Library of Scotland in Edinburgh aufbewahrt.
„Das Buch des Dekans von Lismore“ darf nicht mit dem irischen Leabhar Mhic Cárthaigh Riabhaigh („Das Buch von Lismore“, genauer „Das Buch von Mac Cárthaigh Riabhach“) verwechselt werden, das im 15. Jahrhundert in Lismore (Irland) verfasst und 1814 wiederentdeckt wurde.